# De Saxus
De Saxus est une maison d'édition indépendante française, fondée en 2018 par Sam Souibgui. Après avoir débuté par le polar, elle se spécialise dans les littératures de l'imaginaire et young adult. De Saxus publie majoritairement des traductions de best-sellers, au format relié.

## Historique
Sam Souibgui, fondateur de la librairie Komikku et de la maison d'édition éponyme, crée en 2018 la maison d'édition De Saxus, appartenant au groupe Eilean Books,. De Saxus est, dès sa création, diffusée par Interforum.
Sam Souibgui définit à l'origine une ligne éditoriale éclectique, publiant durant sa première année des polars, de la littérature jeunesse, puis des romans et biographies en 2019. Les Limbes, d’Olivier Bal, est le premier thriller publié par De Saxus. Il reçoit en 2018 le prix Méditerranée Polar du premier roman. Cependant, les romans policiers se vendent mal, le genre étant très saturé et concurrentiel.
De Saxus se spécialise par la suite dans les littératures de l'imaginaire et young adult,, publiant majoritairement des traductions. Dès 2019, la maison d'édition est l'une des premières à sortir simultanément des versions reliées et brochées de ses titres. Elle ouvre les collections Sabran, dédiée aux réécritures de mythes, contes et légendes, et Ellipsis, qui regroupe des textes contemporains « forts en engagés ». En 2023, Benjamine Cornuault et Guillaume Missonnier sont recrutés, respectivement aux postes d'éditrice et de responsable relation libraires. La même année, De Saxus lance le label Saxo, dédié à la littérature jeunesse, destiné à un public de 8 à 14 ans.
En 2025, De Saxus annonce proposer certains de ses titres sous deux formats, dès leur sortie, à partir du mois d'août : une édition reliée et une édition poche sous son label PAL,. La maison d'édition explique que cette décision vise à s'adapter aux préférences du lectorat et à proposer des livres accessibles malgré l'inflation. Elle est rendue possible par un vide juridique, bien qu'en France, un délai de 10 à 18 mois soit généralement imposé entre la parution d’un grand format et sa version poche.

## Catalogue
De Saxus publie majoritairement des traductions d'auteurs de best-sellers. Son catalogue comprend les romans de Samantha Shannon, Jay Kristoff, Jennifer L. Armentrout, Chloe Gong, Victoria Aveyard (en) et Hafsah Faizal, autrice classée parmi les personnalités de moins de trente ans les plus influentes 2022 par le magazine Forbes. La traduction du roman Le Prieuré de l'oranger, de Samantha Shannon, marque un tournant décisif pour la maison d'édition, faisant de De Saxus un acteur majeur dans le secteur des littératures de l'imaginaire et young adult en France.